# My Own Peculiar Way
My Own Peculiar Way es el noveno álbum de estudio del músico estadounidense Willie Nelson publicado por la compañía discográfica RCA Records en 1969. El álbum, el último del músico publicado en los años 60, fue conducido y arreglado por Bergen White. Alcanzó el puesto 39 en la lista estadounidense de álbumes country.

## Lista de canciones
Todas las canciones compuestas por Willie Nelson, excepto donde se anota.
1. "My Own Peculiar Way" - 3:10
2. "I Walk Alone" (Herbert Wilson) - 3:10
3. "Any Old Arms Won't Do" (Hank Cochran, Nelson) - 2:32
4. "I Just Don't Understand" - 2:40
5. "I Just Dropped By" - 3:27
6. "Local Memory" - 1:51
7. "That's All" - 2:27
8. "I Let My Mind Wander" - 2:54
9. "Natural to Be Gone" (John Hartford) - 2:04
10. "Love Has a Mind of Its Own" (Dallas Frazier) - 2:40
11. "Message" - 2:45
12. "It Will Come to Pass" (Don Baird) - 3:02

## Personal
- Willie Nelson - voz y guitarra acústica.

## Posición en listas
| País           | Lista              | Posición |
| -------------- | ------------------ | -------- |
| Estados Unidos | Top Country Albums | 39       |